# La Tène-kultúra

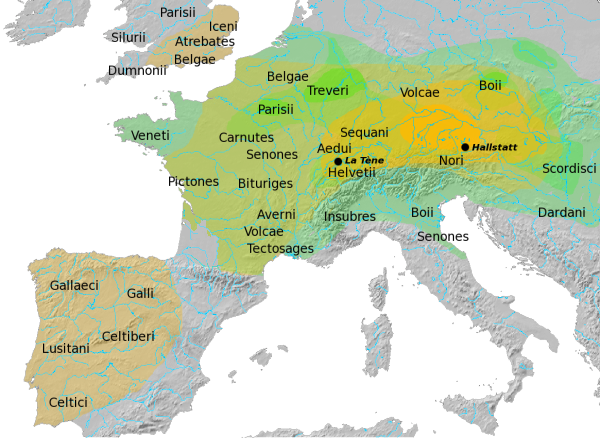
A hallstatti kultúra és a La Tène kultúra elterjedése. A fő Hallstatt terület (i. e. 800) narancssárga színű, a terjeszkedés (i. e. 500 körül) sárga színű. A La Tène kultúra (i.e. 450.) zöld színű, a végső La Tène elterjedés (i.e. 50.) világoszöld színű. A nagyobb kelta törzsek neve fekete felirattal

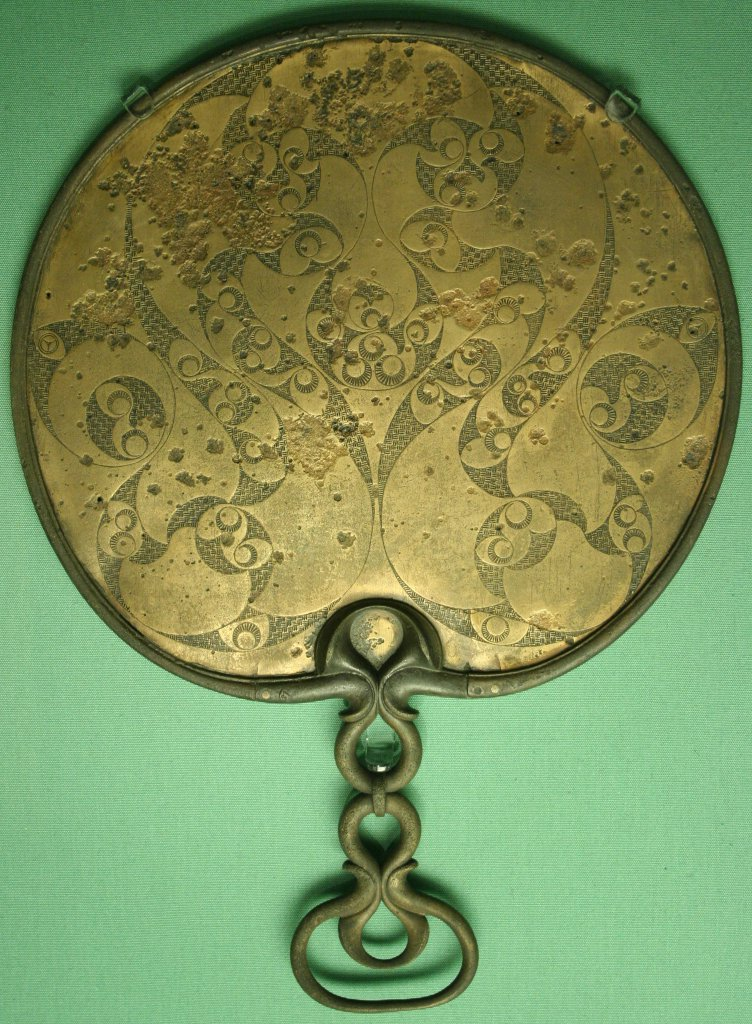
i. e. 1 századi kelta tükör Desborough-ból

La Tène-kultúra (vagy La Tène műveltség, La Tène periódus, La Tène-korszak) a közép-európai vaskornak a hallstatti korszakot követő második korszakára (az i. e. 5. századtól időszámításunk kezdetéig) jellemző anyagi kultúra. Nevét a Neuchâteli-tóban (annak északi partján) Marin-Epagnier közelében fekvő La Tène svájci községről kapta, ahol első és legnevezetesebb emlékeit – a tó iszapjába ágyazódott cölöpépítményt – feltárták, és ahol 2001-ben megnyílt a feltárás leleteit bemutató Laténium Múzeum.
Hordozói, akiket a római források keltoi vagy galli néven említenek, a nagy kelta expanzió idején Spanyolországtól a mai Törökországig terjedtek szét. Ennek során, az i. e. 4. század elején érkeztek Magyarország területére is a  nem túlságosan nagy létszámú kelta népcsoportok, de a Duna-könyök térségét kivéve nem lépték át a folyót. Ettől keletebbre csak az i. e. 4. század második felében jutottak el.
A középső és késő La Téne korszakban nagyobb sűrűsödés figyelhető meg a Tisza mentén Gávavencsellő és Tiszalök között és a Rétköz peremén.  A  vaskor éles határ nélkül megy át a népvándorlás korába, a kelta népesség továbbélő alaplakosság volt a szarmata, szkíta népeknek.
Az i. e. 5. században már fazekas-korongot is használtak, s kezdtek az edényeknek díszesebb alakot adni, nagyobbrészt mértani rajzokkal is találkozunk rajtuk. A leletek kifejlett vas-, zománc- és üvegiparukról tesznek tanúságot.